# Нечуйвітер оранжево-червоний
Нечуйвітер оранжево-червоний або нечуйвітер оранжевий (Pilosella aurantiaca) — вид трав'янистих рослин родини айстрові (Asteraceae). Батьківщиною є центральна, південна й західна Європа, однак вид широко натуралізований як декоративна рослина у різних куточках світу, у т. ч. в північній Європі. Етимологія: лат. aurantiacus — «жовтогаря́чий».

## Опис
Багаторічник 20–60 см. Всі частини рослини виділяють молочний сік. Стебло і листя покриті короткими жорсткими волосками, зазвичай чорнуватого кольору. Прикореневі листки в числі 2–6, 5–20 см завдовжки і 1–3 см завширшки, цілокраї, зелені, м'які; стеблових листків 1–4. Квіткові голови діаметром 15–22 мм. Усі квіти червоні або внутрішні — яскраво-оранжеві, а крайові — більш-менш пурпурові. Плід — коричнево-темна або чорна сім'янка з паппусом. Рослини поширюється вітром насінням, а також вегетативно столонами і кореневищами. 2n = 36. Базіонімом для виду є Hieracium aurantiacum L.

## Поширення
Зростає у Європі: Молдова, Росія, Україна, Австрія, Чехія, Німеччина, Угорщина, Польща, Словаччина, Швейцарія, Фінляндія, Норвегія, Швеція, Боснія і Герцеговина, Болгарія, Хорватія, Італія, Румунія, Словенія, Франція. Натуралізований: Японія — Хоккайдо, Австралія, Нова Зеландія, Північна Америка (Сен-П'єр і Мікелон, Канада, США), Аргентина — Вогняна Земля, Чилі. Широко культивується як декоративна рослина в садах.
В Україні зростає на гірських луках у Карпатах. Іноді розводять в садах у різних районах.

## Галерея

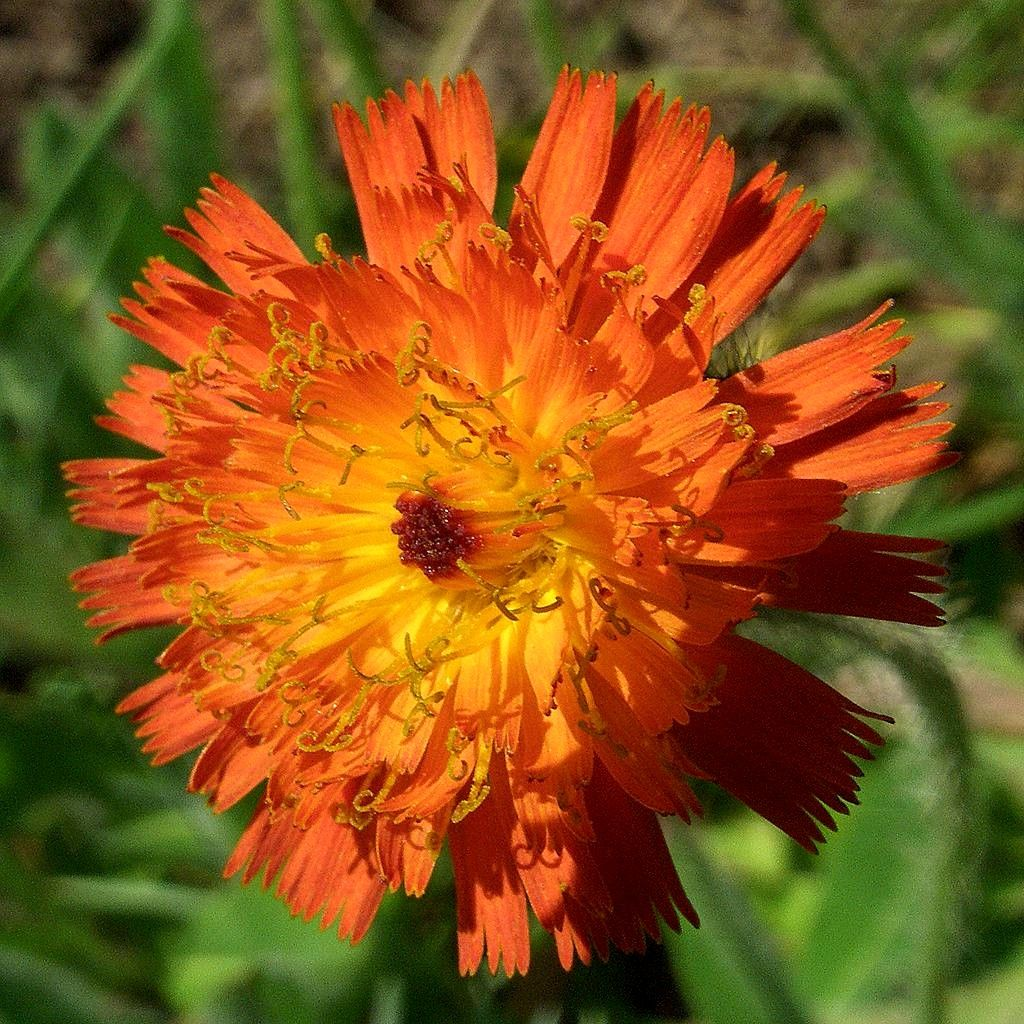
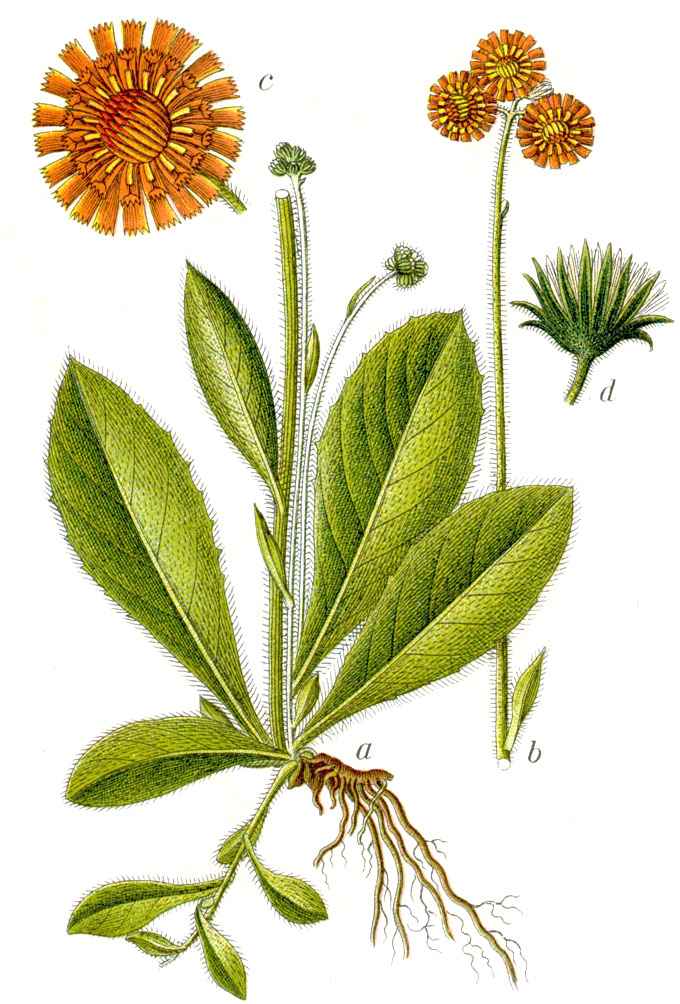